# يوم القصيم
يوم ضرية هو أحد أيام العرب والتي دارت رحاها ما بين قبائل القصيم و غيرها من القبائل.

## نبذة
قال زيد الخيل الطائي: